# روبرت فيشتكل
روبرت فيشتكل (بالإنجليزية: Robert Fischell)‏ (و. 1930 – م) هو فيزيائي، ومهندس، ومخترع من الولايات المتحدة الأمريكية . وهو عضواً في الأكاديمية الوطنية للهندسة .

## مناصب وهيئات
أدار جامعة جونز هوبكينز.

## جوائز
حصل على جوائز منها:
- جائزة تيد  [لغات أخرى]‏ (2005).[3]